# エクリ (論文集)

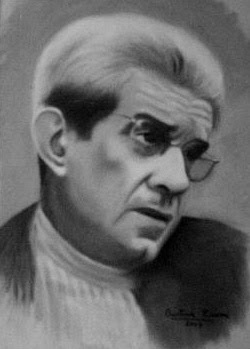
ジャック・ラカン

『エクリ』（仏: Écrits）は、1966年に哲学者・精神分析家ジャック・ラカンによって発表された論文集。
「エクリ」は「書かれたもの」を意味する。
その素朴な呼び名とは裏腹にきわめて難解な書物として知られている。その影響は精神分析界にとどまらず、広く哲学、思想の分野に及び、構造主義の一つの旗頭として当時の思想界をリードした。1936年から1965年までの30年間に発表された28編の論文と、ラカンが後で書き足し、本書の要所となる箇所に置かれた5つの小導入部分、そして2つの補遺から構成されている。

## 経緯
ラカンは、自身の理論的考察を彼のセミネール（セミナー）、もしくは講演によって口頭で発言することを自分のスタイルとしていた。そのため、『エクリ』刊行以前には一冊の著作としてまとまっていたものとしては、後に出版された学位論文『人格との関係からみたパラノイア性精神病』を除いては、何もなかった。彼は1952年以来、現在『セミネール』の名前で出版されているテクストのもとになったセミナーを開いていたが、その内容と参加者たちの質の高さによって、一部の人々のあいだでよく知られていた。それに加えて、論文発表、講演などを重ね、1960年代にはかなり名の知られた存在となっていた。しかしながら、ラカンに興味を持つ者にとって、とりわけ専門家以外の人にとって、彼の考えや主張を直接検証するための出版物が欠けていたために、彼は「幻の著者」だった。フランスの出版社スイユの編集者フランソワ・ヴァールは、こうした状況を打ち破り、多数の読者にラカンの考えを紹介するために、それまで発表した論文を一冊にまとめようとラカンに提案した。そして三年の歳月を要して実現した企画が、『エクリ』と名づけられた、900頁にわたる大論文集である。
この『エクリ』の出版には、ラカンの女婿ジャック＝アラン・ミレールも一枚噛んでいる。彼には索引の構成が任せられた。それに加えて、彼の発案によってほぼ発表年代順に置かれている論文集の中で、「『盗まれた手紙』についてのセミネール」だけが、例外的に年代とは関係なく冒頭に置かれることになった。それは読者への配慮によるものである。年代順に論文を配列すると、必然的に最初の約200頁をまだ自らのスタイルを確立していない初期の文章が占めることになる。そうすると、読者は真にラカン的なテクストにふれるまでにかなりの頁を読破しなければならない。読者が最初に代表的なテクストに触れられるようにしたのである。
ラカンの主な業績としては、『エクリ』の他に、ジャック＝アラン・ミレールの編纂による彼の20年以上にわたるセミネールの講義録、そしてラカンの死後、同じミレールの手によって出版された『他のエクリ（Autres écrits）』（2001）がある。セミネールの内容の多くは、2つの『エクリ』のさまざまな論文に反映されているが、極度に凝縮された文体で表されており、それが『エクリ』の難解さの一つの理由ともなっている。『セミネール』を参照しながら、『エクリ』を読むことは理解の助けになろう。『他のエクリ』は『エクリ』の続編といえるもので、『エクリ』刊行後のテクストと、それ以前の、『エクリ』には未収録の重要なテクストが収録されている。

## 構成
本書は、1936年から1965年までの30年間に発表された28編の論文と、ラカンが後で書き足し、本書の要所となる箇所に置かれた5つの小導入部分、そして2つの補遺から構成されている。全体は7つのパートに分かれている。

### 第一部
本書全体の導入のための序文と「『盗まれた手紙』についてのセミネール」からなっている。後者は1956年に書かれたものであるにもかかわらず、冒頭に置かれている。それはエドガー・アラン・ポーの探偵小説を題材としたこのテクストが『エクリ』の根底を流れる論理を端的に表しているからである。またその中には1966年に新たに書き加えられた部分もあって、初稿時と刊行時とのあいだに生じた理論的考察のギャップも埋められており、『エクリ』に内在する理論的なベクトルを知ることもできる。すなわちこのテクストは、「シニフィアンの法による主体の決定」という構造主義的精神分析理論の宣言でありながら、そこに欠けている「対象a」のプロブレマティックを補っているという点で、『エクリ』全体を代表するテクストである。

### 第二部
「われわれの前身」と題された前置きが付されており、1936年から1950年のあいだに発表された5つのテクストが収められている。有名な｢鏡像段階｣（1936）はここにある。前置きが示すようにこれは「ラカン理論」の前史にあたる部分で、現象学的な色彩を帯びており、想像界（l'Imaginaire）が重要視された時代のものである。

### 第三部
「論理的に先取りされた確実性の断定」（1945）と「転移に関する発言（転移への介入）」（1951）の2つのテクストから成る。これらのテクストは、初期に手がけられたものではあるが、第二部とは少し違った性格を持っている。とりわけ「論理的時間」のテクストは精神分析における「時間」および「行為」の問題を扱い、以後のラカン理論展開の基本的エレメントの一部をなしている重要な論文である。

### 第四部
冒頭に「終いに問題となる主体（主題〔sujet〕）について」という前書きがある。まさにラカン的テーマがはっきりと打ち立てられ、ラカン理論の古典的とも言える部分の礎石となる論理が確立される時期の、8つのテクストが収められている。一般に「ローマ講演」の名で親しまれている最初のテクスト「精神分析におけるパロルとランガージュの機能と場」（1956）が、1953年にフランス精神分析協会（SFP）を設立したラカンのマニュフェスト的テクストであり、「象徴界（le Symbolique）」が精神分析の主軸であることがはっきりと打ち出されている。それに加えて、構造主義的な精神分析の基盤となるシニフィアンの理論が「フロイト的もの」（1956）、「無意識における文字の審級、もしくはフロイト以後の理性」（1957）などの代表的テクストにより構築されている。

### 第五部
第四部で構築されたベースの上に精神分析理論を構成する様々な領域の開拓が進む。6つの論文があるが、その中でもとくに重要なのは「精神病のすべての可能な処置への前提的問いについて」（1959年）と「治療の方針とその力の諸原則」（1961）であろう。前者は精神分析的観点から捉えた精神病理論であり、精神病の理解のために欠かすことができない。後者は分析実践の指針となる貴重な論考である。その一つの重要なテクストは、「ファルスの意味作用」（1958）で、分析理論の要となる「ファルス」の概念が扱われている。

### 第六部
「ジッドの青春、あるいは文字と欲望」（1958）、「カントとサド」（1963）の2つのテクストから成る。双方ともに文学の分野をとおした精神分析的論考である。テーマは主に「倒錯」、「倫理」。「対象a」。「対象a」を問題にすることで第六部は初期ラカンから中期ラカンへの移行という性格をもっている。

### 第七部
このパートには、構造主義的精神分析理論の円熟と同時に、構造主義を乗り越えようとする動きも見られる。4つの論文が含まれ、中心的テーマとして、「欲望」とともに「享楽（jouissance）」の果たす役割が大きくなるが、まだ欲望の理論に比重が置かれている。ここでのメイン・テクストである「主体の転覆と欲望の弁証法」（1960）は、「グラフ」によってそれまでの欲望を軸とした理論をまとめるという面と、新たに「享楽」という要素を導入しようとする面を備え、異質な要素の混交が見られる。「無意識の措定（位置）」（1966）と名づけられた論文は、1964年のセミネールで導入、展開された「疎外」と「分離」の論理が加えられている。「疎外」は主体とシニフィアンとの関係、「分離」は主体と対象との関係を理論化したもので、シニフィアンの論理一辺倒であった「ローマ講演」を対象の概念で補う役割を果たす。これらの論文に加えて、「フロイトの欲動と精神分析家の欲望」に関する4頁の小論（1964）と「科学と真理」（1966）と題された2編が置かれている。「科学と真理」では、精神分析のデカルト的主体の「原因」、つまり「対象a」の関係が問題となっている。このパートに至ってラカンの理論的関心の重心が「対象」のほうに移行している様子が明確に表れている。

## 内容
『エクリ』の原書の裏表紙には、ラカン自身による紹介文が載せられている。この一文は日本語版には採用されていないが、簡潔な文章でラカンが自らの「書」についてどう考えていたかが述べられている。
読者は、この論集の全体をとおして、つねに変わらない、ただ一つの論議が推し進められていることを理解するであろう。それは、時代遅れに思えるかもしれないが、啓蒙の論議だということである。
〔略〕
本書において、フロイトの発見という言葉には、もう一つの意味が加えられている。ジャック・ラカンによるフロイトの発見という意味だ。
読者はここで証明されていることを学ばなければならない。それは、無意識は純粋論理の領域、つまりシニフィアンの領域に属すものだ、ということである。
ここに見出されるエピステモロジーは、主体の転覆という変革から始まる。〔略〕

この変革が実現するのは精神分析たちが現在的に締めている場所でしかない。分析家のためにジャック・ラカンが15年来挺身してきたのは、彼らの経験における最も日常的な、この転覆を書き留めることである。〔略〕
短い紹介文ではあるが、ここでは『エクリ』のメインテーマがはっきりと主張されている。本書は「啓蒙の書」であり、フロイトの無意識は「純粋論理」によって説明され、それは「主体の転覆」を引き起こすものだ、ということである。ラカンはここで「啓蒙」という言葉を、蒙昧主義に光を当てる作業という意味で使っている。フロイトの死後、フロイト主義の名目の下に「フロイトの発見」を葬ってしまおうとする「国際精神分析協会」への批判、精神分析の「心理学化」に対する批判の作業であるが、それは『エクリ』の大部分を占めている。「フロイトの発見」とは無意識の発見であり、ラカンはそれを説明するために“シニフィアンの組み合わせ”という論理的なモデルを取り出す。冒頭に置かれた「『盗まれた手紙』についてのセミネール」のテクストの中で扱われているのは、まさにこのメカニズムである。また、「無意識における文字の審級、もしくはフロイト以後の理性」では、シニフィアンの機能が「換喩」・「隠喩」の概念によって説明されている。これらが「無意識は純粋理論によって説明される」ということの意味である。「主体の転覆」、それは無意識の発見による自我の権威の失墜であり、私達を私達自身も気づかないところで動かしている無意識の支配を認め、そこから導かれる諸帰結を確認することである。

## 影響
本書は、ある意味では現代の精神分析に大きな影響を与えたと言える。「フロイトへの回帰」というスローガンを掲げたラカンは、セミネールと本書に収められている諸論文をとおして、米国において自我心理学化した精神分析に批判を加え、再びフロイトの精神を取り戻し、「ラカン派」と名づけることのできる流れを生み出した。そしてそれは、ロマンス語圏内、南米諸国における精神分析の主流をなすまでに至っている。反面、日本においては、ラカンはほとんど影響を与えていない。というのも、日本ではラカンの考えは実践に結びつかない、たんに抽象的な理論だと臨床家に受け止められているからである。したがって日本において臨床家によって『エクリ』が読まれることはほとんどなく、ほぼ哲学、思想的な関心からのみ読まれており、精神分析界への影響はまずない。

## 書籍
『エクリ（1-3）』宮本忠雄、竹内迪也、高橋徹、佐々木孝次共訳 （弘文堂、1972年）